# 上海国际足球邀请赛
上海国际足球邀请赛，又名上海国际足球锦标赛，曾被称为万宝路杯，是改革开放后中国大陆最早的一项国际足球邀请赛，创办于中国足球职业化改革前的1991年，是上海足球的一项传统赛事。

## 邀请赛历史
邀请赛的首个冠名赞助商为万宝路，所以上海国际足球邀请赛一度被称作“万宝路杯”。在1990年代，邀请赛的球市十分火爆，时常出现球场座无虚席的场面，而当时赛事的奖金也高于职业化前后的中国足球联赛，所以球队也有着很好的参与积极性，也出现过上海本土球队向其他球队外借优秀球员的情况。据官方统计，前六届的比赛，每场比赛上座人数高达3万人。
随着中国足球职业化程度加快，球员收入的增加，上海国际足球邀请赛的吸引力出现了下降，球市也出现了低迷，赛事一度出现了运营困难，2001年之后连续3年都未举办。2005年和2006年两届的邀请赛由退役的上海足坛名宿秦国荣主办，邀请了西甲和英超的球队参加，但是未实现盈利，球迷的热情也不高。此后数年，该项赛事一直处于停办状态。2012年，上海国际足球邀请赛重新举办，与以往商业赛性质相比，还被赋予了慈善含义，前两场比赛被安排在大学的足球场进行，赛事更为亲民。

## 邀请赛赛制

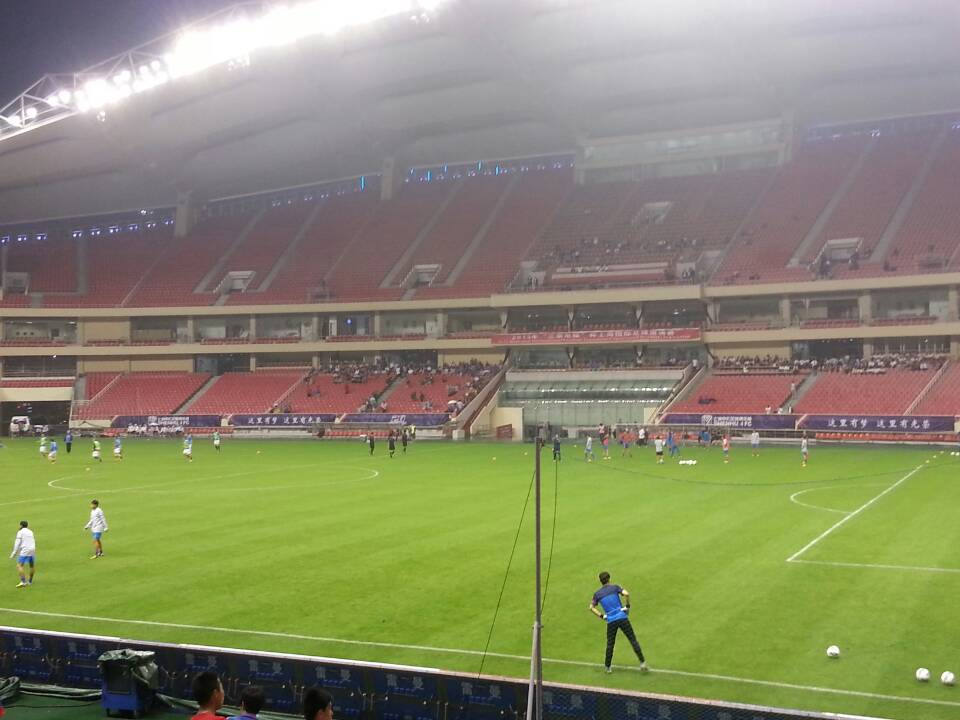
2013年赛事，上海申花对阵庆南FC的比赛

邀请赛前四届，分别有6支球队参加，除了俱乐部之外，还会邀请一些国家队、国奥队一同参加。赛制为小组单循环与单败淘汰制，6支球队分成两组，小组前两名晋级半决赛，半决赛采用单败淘汰制，获胜一方晋级决赛。
从第五届邀请赛开始改为4支球队参加，并且以邀请俱乐部层面的球队为主，采用单轮淘汰赛。2012年的邀请赛采用两轮循环赛制度，赢一场积3分，打平积1分，每净胜一球再加1分。2013年上海同时出现三支中超球队，邀请赛也扩军至6支球队，采用3支上海球队分别与3支国外球队交手，上海球队互不比赛的比赛模式。

## 历届参赛球队
| 届数     | 时间   | 冠军球队         | 亚军球队       | 参赛球队     | 参赛球队       | 参赛球队       | 参赛球队       |
| -------- | ------ | ---------------- | -------------- | ------------ | -------------- | -------------- | -------------- |
| 第一届   | 1991年 | 罗马尼亚国奥队   | 中国国奥队     | 波兰国家队   | 荷兰ADO海牙    | 上海队         | 爱尔兰科克城   |
| 第二届   | 1992年 | 罗马尼亚国奥队   | 丹麦林比       | 中国国家队   | 斯洛伐克国家队 | 以色列哈普埃尔 | 上海爱克发队   |
| 第三届   | 1993年 | 辽宁队           | 上海联队       | 墨西哥内萨那 | 韩国国家B队    | 加纳国家队     | 圣彼得堡青年队 |
| 第四届   | 1994年 | 瑞士塞尔维特     | 德累斯顿迪納摩 | 上海联队     | 巴西科林蒂安   | 中国国奥队     | 罗马尼亚国奥队 |
| 第五届   | 1996年 | 乌拉圭民族       | 索菲亚火车头   | 比利时梅赫伦 | 上海申花       |                |                |
| 第六届   | 1998年 | 捷克国家B队      | 乌拉圭海岸大道 | 慕尼黑1860   | 上海申花       |                |                |
| 第七届   | 1999年 | 乌拉圭职业选拔队 | 上海申花       | 横滨FC       | 悉尼联         |                |                |
| 第八届   | 2001年 | 韩国军队队       | 上海中远       | 雅温得霹雳   | 上海申花       |                |                |
| 第九届   | 2005年 | 塞维利亚         | 比利亚雷亚尔   | 萨拉戈萨     | 上海联队       |                |                |
| 第十届   | 2006年 | 马德里竞技       | 上海申花       | 鹿岛鹿角     | 曼彻斯特城     |                |                |
| 第十一届 | 2012年 | 上海申鑫         | 南非莫罗卡燕子 | 上海申花     | 阿根廷CN竞技   |                |                |
| 第十二届 | 2013年 | 大田市民         | 上海上港       | 自由州星队   | 上海申鑫       | 庆南FC         | 上海申花       |

- 注1：乌拉圭职业选拔队由乌拉圭国内的一批青年球员所组成。
- 注2：阿根廷CN竞技是由19到27岁之间未打上职业联赛的球员组成。
- 注3：上海联队由上海的职业足球俱乐部混编而成。